# Lalla Rookhweg
De Lalla Rookhweg is een weg in Paramaribo die loopt van de Tweede Rijweg tot de Jagernath Lachmonstraat.

## Bouwwerken
De weg loopt vanaf de Tweede Rijweg in zuidelijke richting en heeft kruisingen met de Cocobiacoweg, Simaloerweg/Kediristraat, Kasabaholoweg, Franchepanestraat, Vieruurbloemstraat, Henkielaan en Joerilaan.
Aan de weg bevinden zich onder meer enkele autobedrijven en bouwmarkten, de sportwinkel van Letitia Vriesde, de Telecommunicatie Autoriteit Suriname, de Lalla Rookh Mall en de grotere Hermitage Mall, CBL Cinemas, het Live Entertainment Center (Flamboyant Park), het Lalla Rookh Complex en Huize Ashiana. De weg loopt uit op de Jagernath Lachmonstraat.

## Gedenkteken
Bij de feestelijke heropening van Gebouw 1 van het Lalla Rookh Complex op 5 juni 2003 schonk George Ramjiawansingh zijn kunstwerk in de vorm van het schip Lalla Rookh aan de stichting. Deze staat op een sokkel voor de ingang.
| Onderwerp   | Type      | Kunstenaar            | Onthulling | Locatie        | Omschrijving                                |
| ----------- | --------- | --------------------- | ---------- | -------------- | ------------------------------------------- |
| Lalla Rookh | kunstwerk | George Ramjiawansingh | 2003       | voor de ingang | 130-jarig jubileum Hindoestaanse immigratie |